# Mark Richard
Mark Richard es un escritor, guionista y periodista estadounidense, nacido en Lake Charles (Luisiana) en 1955.

## Biografía
Tiene ascendencia cajún-criolla-francesa.
Nació con una deformidad en las caderas, lo que lo llevó a pasar buena parte de su infancia en hospitales de caridad para niños discapacitados.
Su familia era pobre, y su padre les abandonó. En la adolescencia se convirtió en prematuro locutor de radio. Más tarde trabajó en barcos pesqueros, como fotógrafo aéreo, pintor de brocha gorda, camarero e investigador privado. Asistió a la Washington and Lee University.
Con su primer libro , la colección de relatos The Ice at the Bottom of the World, ganó el PEN/Ernest Hemingway Foundation Award de 1990, y su carrera despegó.
Sus relatos han aparecido en The New Yorker, Esquire, GQ, The Paris Review y The Oxford American, entre otras publicaciones. Así mismo ha escrito colaboraciones periodísticas para medios como The New York Times o The Southern Review, y ha sido corresponsal de la BBC.
Actualmente viven en Los Ángeles con su esposa, Jennifer Allen, con la que ha tenido tres hijos.

## Obra

### Relatos y cuentos
- The Ice at the Bottom of the World. 1989. Knopf. ISBN 9780394564852
  - Edición en castellano: El hielo en el fin del mundo. 2016. Dirty Works. ISBN 9788494414145
- Charity. 1998. Doubleday. ISBN 9780385425629
  - Edición en castellano: Caridad. 2019. Dirty Works. ISBN 9788494775055

### Novela
- Fishboy. 1994. Doubleday. ISBN 9780385425605
  - Edición en castellano; Niño pez: historia de un fantasma. 2021. Dirty Works. ISBN 9788412112863

### Narrativa autobiográfica
- House of Prayer No. 2: A Writer's Jouney Home. 2012. Doubleday. ISBN 9780385513029
  - Edición en castellano: Casa de oración nº 2. 2017. Dirty Works. ISBN 9788494414190

## Cine y televisión
- Cinco en familia. Serie de TV. 1994-2000. USA. Party of Five. Dirigida por Christopher Keyser y Amy Lippman. Protagonizada por Scott Wolf y Neve Campbell. Guionista de 25 episodios durante dos temporadas. Página de la serie en IMDb (en inglés).
- Painful Cuts. Episodio de la serie Chicago Hope. 2000. USA. Dirigido por Peter Medak. Protagonizado por Adam Arkin y Lauren Holly. Guionista. Página del episodio en IMDb (en inglés).
- Huff. Serie de TV (2 temporada, 26 episodios). 2004-2006. USA. Huff. Dirigida por Bob Lowry. Protagonizada por Hank Azaria y Oliver Platt. Guionista. Página de la serie en Filmaffinity.
- Ausente. 2008. USA. Stop-Loss. Dirigida por Kimberly Peirce. Protagonizada por Ryan Phillippe y Joseph Gordon-Levitt. Coautor del guion junto a Kimberly Peirce. Página de la película en Filmaffinity.
- The Girl in the Blue Mask. 2011. USA. Episodio de la serie Mentes criminales: conducta sospechosa. Dirigido por Félix Enríquez Alcalá. Protagonizado por Forest Whitaker y Janeane Garofalo. Guionista. Página del episodio en IMDb (en inglés).
- Infierno sobre ruedas. Serie de TV (5 temporadas, 55 episodios). 2011. USA. Hell on Wheels. Dirigida por Joe Gayton y Tony Gayton. Protagonizada por Anson Mount y Colin Meaney. El autor formó parte del equipo de guionistas. Página de la serie en Filmaffinity.
- Memorial Day. 2015. USA. Cortometraje. Dirigido por Ben Watts. Protagonizado por Jonah Sams y Lesley Ann Warren. Coguionista. Página de la película en IMDb (en inglés).
- Tyrant. Serie de TV (3 temporadas, 32 episodios). 2014-2016. USA. Tyrant. Dirigida por Gideon Raff y Howard Gordon. Protagonizada por Adam Rayner y Moran Atlas. Guionista. Página de la serie en Filmaffinity.
- Fear the Walking Dead. Serie de TV. 2015-2023. USA. Dirigida por Dave Erickson y Robert Kirkman. Protagonizado Kim Dickens y Frank Dillane. Página de la serie en TV.
- The Graveyard of What Might Be. Episodio de la serie de TV NOS4A2 (Nosferatu). Dirigido por Kari Skogland. Protagonizada por Ashleigh Cummings y Ólafur Darri Ólafsson. Coguionista.
- The Man in the High Castle. Serie de TV. 2015-2019. USA. Dirigida por Daniel Percival. Protagonizada por Alexa Davalos y Joel de la Fuente. Guionista de dos episodios. Página de la serie en IMDb (en inglés).
- El pájaro carpintero. Miniserie de TV (7 episodios). 2020. USA. The Good Lord Bird. Dirigida por Ethan Hawke y Mark Richard. Protagonizada por Ethan Hawke y Joshua Caleb Johnson. Guionista y creador de la serie. Página de la serie en Filmaffinity.